# 吳振天
吳振天（Allan Wu，1972年6月11日—），本名吳振宇，美籍華人，新加坡演員、模特兒。他為人所熟識的演出是美國真人秀節目《极速前进》（The Amazing Race）亞洲版的主持，及亞洲MTV的VJ。
2008年1月，他在網路日記（部落格）敘述因為姓名與香港明星吳鎮宇相似，經常讓人混淆，父母親為了幫助他更容易在中文市場被人辨認，故最終改名，他表示新的名字被命理師評為「吉利」。
他與吳彥祖和尹子維同期出道，同樣具備ABC背景，三人是死黨級的好哥兒們，吳彥祖與吳振天的女兒同一天生日，因而成為她的乾爹。在新加坡居住了十多年的吳振天，為了讓七歲的女兒和五歲的兒子浸濡在中文的環境，他與同是藝人的妻子黃麗玲，於2011年8月舉家遷往上海居住。2013年，吳振天與黃麗玲協議離婚，女方已攜兩個孩子搬回新加坡居住。

## 演出作品

### 主持
- 《极速前进亚洲版》 The Amazing Race Asia（2006-2010，2016）主持
- 《极速前进：冲刺！中国》 The Amazing Race China Rush（2010-2012）主持
- 《极速前进中国版》 The Amazing Race (China)（2014-2017）主持

### 連續劇
- 《河水山（英语：Bukit Ho Swee (TV series)）》Bukit Ho Swee (2002) 飾 林再發
- 《九層糕》Beautiful Connection (2002)
- 《雙天至尊Ⅲ》The Unbeatables III (2002) 飾 丁偉
- 《真心英雄（英语：True Heroes (TV series)）》 True Heroes (2003) 飾 王峰
- 《孩有明天（英语：A Child's Hope）》A Child's Hope (2003)
- 《無炎的愛》Always on My Mind (2003) 飾 關斯文
- 《孩有明天Ⅱ》A Child's Hope II (2004)
- 《我的岳父岳母》My In Laws (2004) 飾 Beckham
- 《情来運轉》My Lucky Charm (2005) 飾 小馬哥
- 《誰家母雞不生蛋（英语：Baby Blues (Singaporean TV series)）》Baby Blues (2005)
- 《歡樂滿屋》House of Joy (2006) 飾 鄭三吉
- 《刑警二人组》C.I.D (2006) 飾 Steve
- 《卧虎藏鬼》Crouching Tifer Hidden Ghost (2021) 饰 Evan Lau

### 電影
- 《逆我者死》 Never Compromise (1999)
- 《妖夜迴廊》 Night Corridor (2003) 飾 史雲生
- 《海南雞飯》 Rice Rhapsody (2004) 飾 Ronald
- 《愛都愛都》 I Do, I Do (2005) 飾 陳健鋒
- 《精武門》 Kung Fu Hip-Hop (2008) 飾 權哥

### 其他
- 《誰敢來挑戰（英语：Fear Factor）》 Fear Factor (2004) 參加者

## 廣告
- Siemens
- StarHub
- 天與地綠茶
- (在新加坡和香港拍攝超過35個廣告)

## 外部連結
- Allan Wu - The Official Blog, Wulander（页面存档备份，存于）
- 吳振天的X（前Twitter）
- 吳振天的新浪微博
- 吴振天 - 我的艺术家官方空间 - alivenotdead.com（页面存档备份，存于）
- AXN個人資料（页面存档备份，存于）
- Allan Wu 吴振天 - MediaCorp
- Allan Wu發明星夢闖好萊塢